# Anne Vernon
Anne Vernon (nacida como Édith Antoinette Alexandrine Vignaud; 9 de enero de 1924) es una actriz francesa retirada. Actuó en 40 películas entre 1948 y 1970, tres de las cuales participaron en la competición principal del Festival de Cannes. Quizá sea más conocida por su papel de Madame Emery, la dueña de la tienda de paraguas, en el musical de Jacques Demy The Umbrellas of Cherbourg (1964), protagonizado por Catherine Deneuve. Nació en Saint-Denis.[cita requerida]

## Filmografía
- The Murdered Model (1948)
- Warning to Wantons (1949)
- Thus Finishes the Night (1949)
- Shakedown (1950)
- Pact with the Devil (1950)
- A Tale of Five Cities (1951)
- Rue des Saussaies (1951)
- Edward and Caroline (1951)
- The Mistress of Treves (1952)
- Song of Paris (1952)
- Massacre in Lace (1952)
- Time Bomb (1953)
- Rue de l'Estrapade (1953)
- Jeunes Maries (1953)
- The Love Lottery (1954)
- Das Fräulein von Scuderi (1955)
- Beautiful but Dangerous (1955)
- Bel Ami (1955)
- The Affair of the Poisons (1955)
- Suspicion (1956)
- The Width of the Pavement (1956)
- Ce Soir les Jupons Volent (1956)
- Suspicion (1956)
- Fric Frac en Detelles (también conocido como Robbery in Old Lace)
- Les Suspects (1957)
- Les Lavandières du Portugal (1957)
- Count Max (1957)
- Police Judiciaire (1958)
- La Jaconde: Historie d'une Obsesssion (cortometraje) (1958)
- General Della Rovere (1959)
- El Casco Blanco (1959)
- Laura Nuda (1961)
- Reves d'amour (aka Dreams of Love) (1962) (Telefilme)
- Arsene Lupin contre Arsene Lupin (también conocido como Arsene Lupin vs Sherlock Holmes) (1962)
- Le Tartuffe (1962) (Telefilme)
- Dernier Amour (1963) (Telefilme)
- The Umbrellas of Cherbourg (1964)
- Friend of the Family (también conocido como Patate) (1964)
- Bonjour Tristesse (1965) (Telefilme)
- Illusions Perdues (también conocido como Lost Illusions) (1965) (serie de televisión)
- Trap for the Assassin (1966)
- L'Homme de Mykonos (también conocido como Man from Mykonos) (1966)
- The Sea Pirate (también conocido como The Fighting Corsair) (1966)
- The Thief (1967) (escenas eliminadas en el corte final)
- Malican peres et fils (1967) (serie de televisión)
- The Woman is a Stranger (1968)
- Therese and Isabelle (1968)
- Au Theatre ce Soir (1969) (serie de televisión)
- Le Cyborg ou Le Voyage Vertical (1970) (Telefilme)
- Mauregard (1970) (serie de televisión)
- Les Dernieres volontes de Richard Lagrange (serie de televisión) (1972)
- Pont Dormant (1972) (serie de televisión)